# Человек из Тотавеля
Тотавельский человек (лат. Homo erectus tautavelensis) — подвид гоминида Человека прямоходящего, ископаемые остатки которого (возрастом до 450 000 лет) были обнаружены в пещере Араго в Тотавеле, Франция.

## История раскопок
Впервые кости были обнаружены в 1828 году. Профессиональный геолог из Университета Монпелье, Марсель де Серр, посчитал их принадлежащими допотопным животным. Прото-Мустьерская культура была найдена Жаном Абенлане в 1963 году.
Через год, в 1964 году, начались раскопки археологов Люмле.

## Открытие и представитель окаменелости
Останки двух отдельных гоминид были найдены в пещерах Араго: женщина старше 40 лет (Араго II, июль 1969) и мужчина не более 20 лет (Араго XXI, июль 1971 года, и Араго ХLVII, июль 1979).
В 5 километрах от пещеры найдены каменные орудия.
Все ископаемые извлечены Анри и Марией-Антуанеттой де Люмле и сейчас находятся в Институте Палеонтологии Человека в Париже.
Араго II — почти полная челюсть с шестью зубами.
Араго XXI — деформированный черепной фрагмент, содержащий наиболее полные лобную и клиновидную кости.
Араго ХLVII — правая теменная кость, швы которой правильно сходятся с Араго XXI.
Араго XXI датирован приблизительно 450 000 годом. Гоминиду было двадцать лет, это определено по лобно-затылочному шву. Образец мужского пола.
Археологи были уверены в возрасте гоминида, хотя найденная морфология сопоставима с черепом Петралона, который принимается как неандерталец из верхнего плейстоцена. Палеоантропологи классифицировали череп, как принадлежащий гейдельбергскому человеку.